# ارتش روم

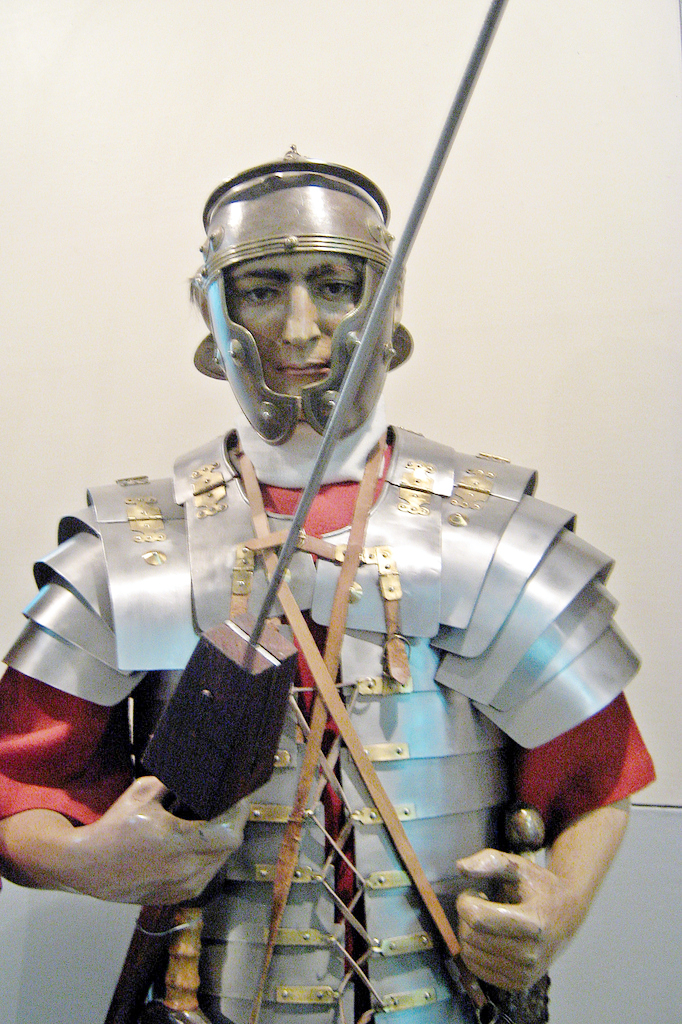
بازسازی پوشش یک سرباز رومی. موزه ملی نظامی رومانی.

ارتش روم (به لاتین: exercitus Romanus)نام نیروهای مسلح مستقر در پادشاهی روم (۷۵۳ قبل از میلاد تا سال ۵۰۹ ق.م.) و جمهوری روم (۵۰۹ تا ۲۷ ق.م.) امپراتوری روم (۲۷ ق.م. تا ۳۹۵ میلادی) و جانشینان آن، امپراتوری روم غربی و روم شرقی، است. این ارتش در طول ۲۰۰۰ سال کنترل نواحی مختلف روم را به عهده داشت.

## ساختار
برطبق آنچه نیکولو ماکیاولی ـ که خودش هم از تیتوس لیویوس نقل کرده است ـ ارتش روم از سه بخش اصلی تشکیل می‌شد: بخش نخست را نیزه‌داران و دومی را جلوداران و سومی را تریاریان می‌نامیدند و هر یک از این بخش‌ها دارای یک هنگ سوار نیز بود. در آرایش جنگی، نیزه‌داران در جلو قرار می‌گرفت، پشت‌سر آن جلوداران و در ردیف سوم نیز تریاریان. سواران در سمت چپ و راست هر بخش مستقر می‌شدند و آن‌ها را جناح می‌نامیدند؛ چون به‌مثابه‌ی دو بال لشکر بودند. بخش نیزه‌داران چنان فشرده صف می‌بست که می‌توانست منتظر حمله‌ی دشمن باشد و در برابر آن ایستادگی کند. بخش دوم، جلوداران، در آغاز نبرد حرکتی نمی‌کرد ولی موظف بود بخش اول را اگر عقب‌رانده می‌شد، حمایت کند. از این‌رو، این بخش فشرده نمی‌ایستاد بلکه میان صفهایش را باز می‌گذاشت تا بخش اول را ـ اگر زیر فشار دشمن عقب می‌نشست ـ میان صف‌های خود جای دهد بی‌آنکه دچار بی‌نظمی گردد. میان صف‌های بخش سوم (تریاریان) حتی بیش از صفهای بخش دوم فاصله وجود داشت تا بخش‌های اول و دوم اگر پس رانده می‌شدند، بتوانند در آن فاصله‌ها جای گیرند.
ارتش روم پس از آنکه بدین‌سان صف‌آرایی می‌کرد، دست به نبرد می‌زد. نیزه‌داران اگر عقب‌زده می‌شدند، به جلوداران (بخش دوم) می‌پیوستند و این دو با هم دوباره بر دشمن می‌تاختند و اگر این‌ها نیز مجبور به عقب‌نشینی می‌گردیدند، وارد فاصله‌های میان صف‌های بخش سوم (تریاریان) می‌شدند و هر سه بخش که بدین ترتیب گروهی واحد تشکیل می‌دادند بار دیگر نبرد را آغاز می‌کردند؛ و اگر باز هم عقب‌زده می‌شدند، نبرد را می‌باختند. هر بار، وقتی که تریاریان وارد نبرد می‌شدند، سپاه در خطر می‌افتاد و از اینجا این ضرب‌المثل پیدا شد که «کار به تریاریان رسیده است» و این جمله بدین معنی بود که کار به جاهای باریک کشیده شده و آخرین ذخیره‌ی خود را بکار انداخته‌ایم.
همچنین ماکیاولی در باب اهمیت این ساختار جنگی و انتقاد از سرداران زمانه‌ی خودش بابت نادیده گرفتن آن‌ها می‌گوید:
سرداران زمان ما همچنانکه با نهادهای پیشینیان بیگانه شده‌اند، از انضباط جنگی و شیوه‌ی نبرد ایشان نیز پیروی نمی‌کنند، درحالی‌که آن شیوه اهمیت فوق‌العاده دارد. زیرا سپاهی که چنان صف‌آرایی شود و سه‌بار پیاپی با نیروی تازه روی به نبرد بیاورد، اگر شکست بخورد باید گفت که بخت سه بار از آن روی‌گردان شده است و دشمنش چنان دلیر است که سه بار آن را شکست داده است. سپاهی که مانند سپاه‌های دنیای مسیحی امروزی فقط در یک صف در برابر دشمن بایستد، بآسانی شکست می‌خورد زیرا بروز اندکی بی‌نظمی در آن و مختصر دلیری سپاه دشمن برای از پای درآوردن آن کفایت می‌کند. سپاهیان امروزی ما نمی‌توانند سه‌بار پیاپی خود را آماده‌ی نبرد کنند زیارا شیوه‌ی ادغام شدن لشکرها در یکدیگر از یادها رفته است و از این‌رو در نبردهای کنونی از دو عیب آسیب می‌بینند: اولاً سربازان دوشادوش یکدیگر در صفی دراز می‌جنگند و صف چون عمقی ندارد به‌خودی خود ضعیف است؛ در ثانی اگر هم چند صف را به‌شیوه‌ی رومیان پشت‌سر یکدیگر قرار دهند ولی فاصله‌ای نباشد تا صف اول در صورت عقب‌نشینی در صف پشت‌سر خود ادغام شود، همین‌که صف اول عقب‌بنشیند با صف دوم مصادم می‌گردد و در نتیجه تمامی لشکر یکباره دچار بی‌نظمی می‌شود و صف دوم نیز اگر بخواهد پیش‌روی کند با صف اول تصادم پیدا می‌کند و در نتیجه‌ی این بی‌نظمی، تصادفی کوچک به‌ تباهی تمامی سپاه می‌انجامد. [...] در جنگی هم که سپاه فلورانس پس از ورود شارل هشتم، پادشاه فرانسه، به ایتالیا به‌علت طغیان شهر پیزا با سپاه آن شهر آغاز کرد، سبب شکست سپاه فلورانس سواره‌نظام خود آن شهر بود؛ چون سواره‌نظام در جلو قرار داشت و همین‌که با هجوم دشمن عقب‌رانده شد، وارد صف‌های پیاه‌نظام گردید و آن‌ها را بهم زد و در نتیجه تمامی سپاه به میدان پشت نمود و گریخت. سوئیسیان که استاد فن جدید جنگند، هنگام نبرد با فرانسویان به‌نحوی صف‌آرایی می‌کنند که سواره‌نظام کشور دوستشان اگر عقب‌رانده شود با پیاده نظام ایشان تصادم نکند. با اینکه این‌ها امور ساده‌ای هستند تا امروز هیچ‌یک از سرداران روزگار ما از روش پیشینیان تقلید نکرده و روش‌های جدید را اصلاح ننموده‌اند.— نیکولو ماکیاولی، گفتارهایی در باب ده کتاب نخست تیتوس لیویوس، ترجمه‌ی محمد حسن لطفی، انتشارات خوارزمی. ص ۲۳۷-۲۳۸

## اسلحه
پیاده‌نظام سنگین اسلحهٔ روم را لژیون می‌نامیدند. اسلحهٔ لژیون‌ها سنگین‌ترین اسلحهٔ زمان خود بود و چون بنابر مقتضیات جنگ اسلحهٔ سنگین به‌تنهایی نمی‌تواند وظایف خود را انجام دهد، یک‌دسته از سربازان را با اسلحه‌های سبک در داخل لژیون‌ها جای‌می‌دادند که به‌سرعت بتوانند از لژیون‌ها جداشده و به‌سرعت برگردند و به لژیون بپیوندند؛ اینان وظیفهٔ پیشقراول و مخبر را داشتند. به‌علاوه، در معیت لژیون، یک گروهان سرباز فلاخن‌انداز و یک اسواران متصدی حمل‌ونقل در حرکت بودند که در مواقع عقب‌نشینی دشمن را تعقیب می‌کردند و بدین‌وسیله غلبه را تکمیل می‌کردند.

## تمرین
رومیان سربازانشان را ابتدا به راه‌پیمایی عادت می‌دادند و آنان می‌بایستی ۲۰ تا ۲۵ میل راه را ظرف پنج ساعت طی کنند و در طی این حرکت شاق، که تقریباً درحال دویدن می‌پیمودند، باید در حدود سی کیلوگرم بار همراه خود می‌داشتند؛ و پس از آن درحالی‌که سلاح‌های سنگین مثل شمشیر و نیزه و تبر حمل می‌کردند باید به جست‌وخیز می‌پرداختند و می‌دویدند؛ وزن اسلحه‌ها باید دوبرابر وزن سلاح‌های معمولی باشد، و چون سلاح رومیان سنگین‌تر از سلاح دیگران بود، سرباز رومی هم طبعاً باید قوی‌تر و نیرومندتر از دیگران باشد. بدین‌ترتیب، همیشه از طریق تمرین و ورزش و ریاضت آنان را چالاک و سبک بار می‌آوردند.